# تذبذب بلازمي
التذبذب البلازمي (ويعرف أيضاً باسم أمواج لانغموير نسبة إلى إرفينغ لانغموير) هي تذبذبات سريعة للكثافة الإلكترونية في الأوساط الناقلة مثل البلازما أو الفلزات في مجال الأشعة فوق البنفسجية. يعد البلازمون شبه الجسيم الناتج عن تكميم تلك التذبذبات.
كان إرفينغ لانغموير أول من اكتشق هذا المبدأ الفيزيائي في عشرينيات القرن العشرين.
تعد قيمة تردّد التذبذب البلازمي في إلكترونات التكافؤ عند الذهب مسؤولة عن اللون الذهبي للذهب، إذ أن تلك القيمة تقع عند أغلب الفلزّات ضمن نطاق الأشعّة فوق البنفسجية في الطيف الكهرومغناطيسي، لكنّ تلك القيمة تقع عند الذهب ضمن الطيف المرئي وذلك بسبب التأثير الكمومي الحاصل على المدارات الذرّية في ذرّات الذهب.

## اقرأ أيضاً
- تذبذب